# Hans-Peter Kaul
Hans-Peter Kaul (Glashütte, 25 luglio 1943 – 21 luglio 2014) è stato un giudice tedesco della Corte penale internazionale, Divisione Preliminare.
Eletto dall'Assemblea degli Stati Parte nel gruppo degli Stati europei e altri stati (WEOG), Lista B, l'11 marzo 2003 per tre anni, rieletto nel 2006 per nove anni. I giudici della CPI l'hanno eletto l'11 marzo 2009 secondo vicepresidente della CPI per tre anni.